# Jerry Ragovoy
Jordan „Jerry“ Ragovoy (* 4. September 1930 in Philadelphia; † 13. Juli 2011 in Manhattan) war ein US-amerikanischer Songwriter, Arrangeur und Musikproduzent.

## Leben und Wirken
Ragovoy, Sohn eines ungarisch-jüdischen Optometristen, lernte autodidaktisch Klavierspiel und interessierte sich früh für Gospel und Rhythm and Blues, als er in einer afroamerikanisch geprägten Wohngegend aufwuchs.
Seine berufliche Laufbahn begann Ragovoy als Schallplattenverkäufer im Kaufhaus Tregoobs. Mit dessen Geschäftsführer Herb Slotkin gründete er 1953 das Plattenlabel Grand, auf dem die lokale Doo-Wop-Formation The Castelles ihren ersten Song My Girl Awaits Me veröffentlichte, von dem 100.000 Exemplare verkauft wurden. Nach seinem Wechsel zu Chancellor Records schrieb er Arrangements für Frankie Avalon und schrieb für Fabian den Song About This Thing Called Love. 1962 zog er nach New York, um eine Karriere als Broadway-Songwriter anzustreben. Im selben Jahr produzierte und arrangierte er A Wonderful Dream für die aus Philadelphia stammende Gesangsgruppe The Majors; für den Song verwendete er das Pseudonym Norman Margulies. Als Norman Meade, schrieb er mit Bert Berns den Song Cry Baby, den Garnet Mimms & the Enchanters 1963 einspielten und damit Position 4 der Billboard-Charts erreichten.
Im Jahr arbeitete 1966 Ragovoy für das Warner-Brothers-Sublabel Loma Records. Er hatte mit George David Weiss den Song Stay With Me (Baby) geschrieben, den er mit den Gospelsängerin Lorraine Ellison einspielen wollte. Frank Sinatra sagte die Session ab, erlaubte aber Ragovoy das Orchester zu nutzen. Der Song wurde dann durch Coverversionen der Walker Brothers, Sharon Tandy (1967), David Essex (1978), Ruby Turner (1994), Rebecca Wheatley (2000) und Duffy (2009) populär. Bette Midler verwendete ihn in ihrer Diva Las Vegas Bühnenshow.
Sein wohl bekanntester Song wurde das Gospel-beeinflusste Time Is on My Side, das Ragovoy für den Jazzposaunisten Kai Winding und dessen Orchester geschrieben hatte und der durch Irma Thomas 1964 aufgenommen wurde. Als The Rolling Stones ihre Version veröffentlichten, landeten sie ihren ersten Top-10-Hit in den Vereinigten Staaten und spielten den Song bei ihrem ersten Auftritt in der Ed Sullivan Show. Ein weiterer Song Ragovoys wurde Ende der 1960er Jahre durch Janis Joplin populär, Piece of My Heart den er wiederum mit Berns komponiert hatte und der erstmals 1967 von Erma Franklin, Aretha Franklins älterer Schwester aufgenommen worden war. Joplin nahm dann den Song für ihr Album Cheap Thrills mit Big Brother and the Holding Company auf. Ein weiterer durch Joplin bekannter Song war Try (Just a Little Harder), der aus der Zusammenarbeit Ragovoys mit Chip Taylor stammte, erschienen auf dem Album I Got Dem Ol’ Kozmic Blues Again Mama!. Ihr letztes Album Pearl erhielt drei Songs von Ragovoy, My Baby, Get It While You Can und Cry Baby. Einen weiteren Song, I’m Gonna Rock My Way to Heaven, den Ragovoy, mit Jenny Dean geschrieben hatte, konnte Joplin nicht mehr einspielen, da sie im Oktober 1970 starb.
Des Weiteren schrieb er Soul-beeinflusste Songs für Howard Tate; Get It While You Can (1967) und Stop, den Jimi Hendrix aufnahm, und Ain’t Nobody Home, den später auch B. B. King einspielte. 1969 gründete Ragovoy ein eigenes Aufnahmestudio, The Hit Factory; 1973 das kurzlebige Plattenlabel Rags, auf dem Aufnahmen von Howard Tate und Lou Courtney erschienen. In den 1970er Jahren war er Produzent der Alben Keep On Moving der Butterfield Blues Band (in der er auch Klavier spielte), Streetlights von Bonnie Raitt und Then Came You von Dionne Warwick. Den Grammy gewann er für die Produktion eines Albums zu der Broadway-Show Don't Bother Me, I Can't Cope. Einer seiner letzten Songs war Either Side Of The Same Town, den er mit Elvis Costello schrieb. In seinen letzten Jahren lebte er in Stamford (Connecticut). Er starb 2011 an den Folgen eines Schlaganfalls.

## Kompositionen (Auswahl)
| Songtitel                               | Künstler                      | Weitere Interpreten                                                                        |
| --------------------------------------- | ----------------------------- | ------------------------------------------------------------------------------------------ |
| About This Thing Called Love            | Fabian                        |                                                                                            |
| Ain't Nobody Home                       | Howard Tate                   | B. B. King, Bonnie Raitt                                                                   |
| All I Know is The Way I Feel            | Irma Thomas                   | Howard Tate, The Pointer Sisters                                                           |
| A Wonderful Dream                       | The Majors                    |                                                                                            |
| Cloudy with a Chance of Tears           | The Manhattans                |                                                                                            |
| Cry Baby                                | Garnet Mimms & the Enchanters | Janis Joplin                                                                               |
| Eight Days on the Road                  | Howard Tate                   | Aretha Franklin, Foghat                                                                    |
| Either Side of the Same Town            | Howard Tate                   | Elvis Costello                                                                             |
| Get It While You Can                    | Howard Tate                   | Janis Joplin                                                                               |
| Heart Be Still                          | Lorraine Ellison              |                                                                                            |
| I Can't Wait Until I See My Baby's Face | Baby Washington               | Aretha Franklin, Dusty Springfield, Dionne Warwick, Madeline Bell, Pat Thomas              |
| I'll Make It Up to You                  | Garnet Mimms & the Enchanters | Manfred Mann                                                                               |
| I'll Take Good Care of You              | Garnet Mimms & the Enchanters |                                                                                            |
| It's Been Such a Long Way Home          | Garnet Mimms & the Enchanters |                                                                                            |
| It Was Easier to Hurt Her               | Garnet Mimms & the Enchanters | Chris Farlowe, Dusty Springfield                                                           |
| Looking for You                         | Garnet Mimms & the Enchanters | Chris Farlowe                                                                              |
| Love Makin' Music                       | Barry White                   |                                                                                            |
| Morning Light                           | Louis Jordan                  |                                                                                            |
| Move Me No Mountain                     | Dionne Warwick                | Hank Crawford, Chaka Khan, Soul II Soul, Love Unlimited                                    |
| My Baby                                 | Garnet Mimms & the Enchanters | Janis Joplin, The Yardbirds                                                                |
| My Girl Awaits Me                       | The Castelles                 |                                                                                            |
| One Way Love                            | The Drifters                  |                                                                                            |
| Pata Pata                               | Miriam Makeba                 | Osibisa, Percy Faith                                                                       |
| Piece of My Heart                       | Erma Franklin                 | Big Brother and the Holding Company, Dusty Springfield, The Move, Bonnie Tyler, Faith Hill |
| Ring Bell                               | Miriam Makeba                 |                                                                                            |
| Stay with Me                            | Lorraine Ellison              | The Walker Brothers, Bette Midler, Terry Reid                                              |
| Stop                                    | Howard Tate                   | James Gang, Jimi Hendrix, Band of Gypsys, Super Session                                    |
| Sure Thing                              | Dionne Warwick                |                                                                                            |
| Time Is on My Side                      | Kai Winding                   | Irma Thomas, The Rolling Stones, The Moody Blues                                           |
| Try (Just a Little Bit Harder)          | Lorraine Ellison              | Janis Joplin                                                                               |
| What's It Gonna Be                      | Dusty Springfield             | Barbara Acklin                                                                             |
| Where Did My Baby Go                    | Butterfield Blues Band        |                                                                                            |
| You Better Believe It                   | Small Faces                   |                                                                                            |
| You Don't Know Nothing About Love       | Carl Hall                     | Lorraine Ellison, Renée Geyer                                                              |
| You Got It                              | Diana Ross                    |                                                                                            |

## Diskographische Hinweise
- 2008 – The Jerry Ragovoy Story: Time Is on My Side, 1953-2003 (Ace)